# Peter Tom-Petersen
Peter Tom-Petersen eller Peter Thomsen Petersen (5. marts 1861 i Thisted – 27. juli 1926 i Ærøskøbing) var en dansk maler og tegner, i dag primært kendt for sine talrige skildringer af danske købstæder og herregårde. Han hed oprindelig Thomsen Petersen, men forandrede det den 16. juli 1920 til Tom Petersen.

## Uddannelse og virke
Han var søn af apoteker Christian Tullin Petersen og Maren Andrea Thomsen. Han blev færdig på Maribo Latin- og Realskole i 1876, hvorefter han gik på Kunstakademiet i København fra 1877 til 1881. I 1882 på Kunstnernes Frie Studieskoler under Laurits Tuxen og P.S. Krøyer. 1883-84 var han elev af Léon Bonnat i Paris og siden en kort tid hos P.S. Krøyer .
Han blev i 1891 gift med Marie Elisabeth Lorentzen i Brahetrolleborg.
Som maler udførte Tom-Petersen især landskaber, interiører og byprospekter, men allerede som ung havde han tegnet illustrationer, og i efteråret 1900 begyndte han at radere og helligede sig siden overvejende denne virksomhed. Han har raderet henimod 300 blade. Motiverne er historiske bygninger og maleriske idyller i gamle byer. Snart skildrede han de romantiske byer i Tyskland, Rothenburg ob der Tauber, Lybæk osv., snart danske købstæder som Ribe, Faaborg, Ærøskøbing eller Københavns gamle kvarterer. Raderingerne blev meget populære og fandt vid udbredelse. En del af dem har fået topografisk værdi.
Han fik tildelt Mention honorable i på Verdensudstillingen i Paris 1889 og modtog Akademiets rejsestipendium 1892.
Peter Tom-Petersen var medstifter af Grafisk Kunstnersamfund i 1909 og 1909-11 medlem af bestyrelsen. Han var medlem af censurkommissionen ved Charlottenborg i 1910 og 1915, samt i årene 1910-26 medlem af bestyrelsen for Faaborg Museum, som han havde været med til at oprette. Han var desuden en del af juryen for Den baltiske Udstilling i Malmö i 1914.
Tom-Petersen er portrætteret på en tegning af Georg Achen 1891, på et litografi af hesteskuet på Brahetrolleborg 1904 og på Peter Hansens maleri af åbningsfesten på Faaborg Museum 1910 (Faaborg Museum).
1917 boede han til leje i Phillip Kochs Hus i Søndergade 36 i Ærøskøbing med familien i sommertiden. 1918 købte han et hus i Nørregade, Ærøskøbing. 1919 byggede han atelier i haven. Han boede i huset hvert år i sommerhalvåret frem til sin død i 1926.

## Rejser og udlandsophold
Tom-Petersen var på en række udlandsophold og rejser gennem sit liv startende med skoleopholdet i Paris 1883-84. Derefter Holland, Belgien og Paris 1887, Tyskland og Italien i årene 1890-91, Italien 1891-92 samt Frankrig (Avignon) 1921.

## Udvalgte værker
- Kastellets Kommandantbolig (pen, 1878, Københavns Bymuseum)
- Gadeparti fra Mølle (1881, Faaborg Museum)
- Tre svenske drenge, Kullen (tegning 1882, smst.)
- Kirken Saint Nicolas des Champs, Paris (tegning 1883, smst.)
- Den stundesløse (tegning 1884, Teatermuseet)
- Lucie Mølle (ca. 1885, Københavns Bymuseum)
- Dokhavnsporten, Esbjerg Havn (tegning, 1887, Esbjerg Museum)
- Sundet ud for Humlebæk (1887, Faaborg Museum)
- I ferien (1888, Nordjyllands Kunstmuseum)
- Gammel Torv med Springvandet og Frue tårn, Vinter (1888, Københavns Bymuseum)
- Bryllupskareten (1890, Ribe Kunstmuseum)
- Bjerge med Sne, Civita d'Antino (1892, Faaborg Museum)
- Aftensol, Civita d'Antino (1892, smst.)
- Fra Københavns Havn (1900, Randers Museum)
- Vestervold, Vinterstykke fra Filosofgangen ved Lucie Mølle (ca. 1900, Københavns Bymuseum)
- Marked på Nytorv (ca. 1900, smst.)
- Flagsmykket Gade, Kerteminde (1901, Johannes Larsen Museet)
- Åhuset (maleri, 1906, Københavns Bymuseum)
- Udsigt over Helsingør fra Kajen på Nordhavnen (1909)
- Gyden mod Vestergade, Ærøskøbing (1912, Ærøskøbing Rådhus)
- Parti med Molestien i Ærøskøbing (1912, Ærøskøbing Museum)
- Aften i Maj, Ærøskøbing (1919, Museet på Sønderborg Slot)
- Ærøskøbing fra Møllebakken (Ærøskøbing Museum)
- Søndergade (Ærøskøbing) og Det gl. apotek i Vestergade (1919, Ærøskøbing Rådhus)
- Udsigt fra Bjerget (1921, smst.)
- Søndergade (1922, smst.)

Desuden har han lavet en række illustrationer undertiden med egen tekst til Ude og Hjemme og Illustreret Tidende
- Danske Folkeæventyr ved Svend Grundtvig, 1884.
- Holbergs Den Stundesløse, 1884, Teatermuseet.
- Martinus Galschiøt: Danmark, 1887-93.

Der findes tillige tegninger af Tom-Petersen på Københavns Bymuseum og Øregaard Museum.

## Galleri
| - Kunstnerens hustru i Civita d'Antino - Hustru med børn - Københavns Frihavn - Nyborg Fjord - Asiatisk Kompagni på Christianshavn - Tjele Gods - Spillemand i Kullen - Sandholt - Gadeparti fra Ribe med Taarnborg - Graavejrsdag ved Civita d'Antino |